# 杉本音吉
杉本音吉（日语：／ Sugimoto Otokichi，1873年3月—1928年2月11日），臺灣日治時期高雄市的日人企業家。

## 生平
1903年杉本音吉來到台灣，輾轉來到有大量勞力需求的高雄港經營運輸業，曾任台灣運輸株式會社社長，高雄漁業組合長，創立高雄勞働許給組合，也創立大阪組，專營碼頭搬運運輸業，大阪組由台灣運輸株式會社承接後，杉本便擔任此會社專務取締役。
杉本音吉也曾擔任高雄消防組組長，他在任內盡心盡力使得消防組更具規模，並提升消防組員素質，頗受高雄人信賴與感念，因此杉本逝世後，1932年市民在壽山上為他設立「杉本音吉氏頌德紀念碑」。他有「港都的任俠」之稱，行俠仗義，在初發展的高雄幫助政府維持秩序，也為基層弟兄奔走，不分台日，捍衛勞工權益及居民安全，和另一位大坪與一可並稱是高雄的兩大勞工領袖，被稱作是高雄市的「雙壁」。
1928年2月11日杉本因輕微感冒引發急性肺炎而於湊町自宅不幸過世，遺骨分別安葬於大阪家鄉與左營桃仔園墓地，後因二戰爆發，為建左營軍港而將大量墓地遷葬至覆鼎金公墓，杉本墓也在當時遷至覆鼎金，戰後各地出現了反日浪潮，許多無人祭拜的日人墓遭到搗毀，遺骨流落在外，因此1957年日本大使館開始和中華民國政府合作，調查並收集各地的日人遺骨，並集中收集在三處，北部在北投中和禪寺，中部在台中寶覺寺，南部在覆鼎金利用杉本音吉墓的大空間改造為「南部地區日本人遺骨安置所」。至今每年仍有在台日人團體定期維護、舉辦慰靈祭。

## 引用資料
1. ↑  高橋傳吉編. . 1934年.
2. ↑  中山馨、片山清夫著. . 成文出版社. 1940年: 359.
3. ↑  吉田靜堂. . 1933年: 76.
4. 1 2  Aries、贊修. . 台灣大地文教基金會. 2012-08-10  [2017-09-10]. （原始内容存档于2019-05-20） （中文）. 二次終戰後，日本人在台灣的遺骨主要收納在三個地方，北部在北投的中和禪寺，中部在台中的寶覺寺，南部則在高雄市覆鼎金公墓。
5. ↑  葛祐豪. . 自由時報 (Yahoo!奇摩新聞). 2014-03-08. （原始内容存档于2014-12-05） （中文）.
6. ↑  . 臺灣殯葬資訊網. 2014-07-19  [2017-09-10]. （原始内容存档于2019-05-22） （中文）.